# Kohlens kvarn
Kohlens kvarn är ett område ungefär tre kilometer norr om Visby, på klintkanten ovanför Östersjön.
På platsen bedrev holländaren van Kohlen kvarnrörelse på 1300-talet, vilket gett platsen dess namn. Den nuvarande gården uppfördes på 1700-talet. Den har tidvis fungerat som konstnärsbostad.